# Swan River Provincial Park
Swan River Provincial Park är en park i Kanada.   Den ligger i provinsen Manitoba, i den sydöstra delen av landet, 2 000 km väster om huvudstaden Ottawa. Swan River Provincial Park ligger 328 meter över havet.
Terrängen runt Swan River Provincial Park är platt. Trakten runt Swan River Provincial Park är nära nog obefolkad, med mindre än två invånare per kvadratkilometer.. Närmaste större samhälle är Swan River, 2,1 km sydväst om Swan River Provincial Park.
Trakten runt Swan River Provincial Park består till största delen av jordbruksmark.